# 維德特 (喬治亞州)
維德特（英語：Vidette）是一個位於美國喬治亞州伯克縣的城市。

## 地理
維德特的座標為33°02′13″N 82°14′55″W / 33.03694°N 82.24861°W，而該地的平均海拔高度為107米（即351英尺）。

## 人口
根據2010年美國人口普查的數據，維德特的面積為2.52平方千米，均為陸地。當地共有人口112人，而人口密度為每平方千米44人。